# Maesa paniculata
Maesa paniculata är en viveväxtart som beskrevs av A. Dc. Maesa paniculata ingår i släktet Maesa och familjen viveväxter. Inga underarter finns listade i Catalogue of Life.